# 6-я гвардейская авиационная дивизия дальнего действия
6-я гвардейская авиационная Сталинградская дивизия дальнего действия (6-я гв. ад дд) — авиационное соединение Военно-Воздушных сил (ВВС) Вооружённых Сил РККА дальней бомбардировочной авиации, принимавшее участие в боевых действиях Великой Отечественной войны.

## История наименований дивизии
- 6-я гвардейская авиационная дивизия дальнего действия;
- 6-я гвардейская авиационная Сталинградская дивизия дальнего действия;
- 16-я гвардейская бомбардировочная авиационная Сталинградская дивизия.

## История и боевой путь дивизии
6-я гвардейская авиационная дивизия дальнего действия развернута 22 мая 1943 года на основе 6-го гвардейского авиационного полка дальнего действия на основании Директивы Начальника Штаба Авиации Дальнего Действия № 701833 от 13 мая 1943 года.
Весь свой боевой путь дивизия прошла в составе 1-го гвардейского авиационного корпуса дальнего действия Авиации дальнего действия. Дивизия вошла в состав корпуса, где и прошла дальнейший боевой путь, участвуя в операциях:
- Орловская операция «Кутузов»[1] — с 12 июля 1943 года по 18 августа 1943 года.
- Смоленско-Рославльская операция[1] — с 15 сентября 1943 года по 2 октября 1943 года.
- Ленинградско-Новгородская операция[1] — с 14 января 1944 года по 1 марта 1944 года.
- Воздушная операция против Финляндии — с 6 февраля 1944 года по 27 февраля 1944 года.
- Витебско-Оршанская операция[1] — с 23 июня 1944 года по 28 июня 1944 года.
- Белорусская операция «Багратион»[1] — с 23 июня 1944 года по 29 августа 1944 года.
- Минская операция[1] — с 29 июня 1944 года по 4 июля 1944 года.
- Полоцкая операция[1] — с 29 июня 1944 года по 4 июля 1944 года.
- Вильнюсская операция[1] — с 5 июля 1944 года по 20 июля 1944 года.
- Рижская операция[1] — с 14 сентября 1944 года по 22 октября 1944 года.
- Таллинская операция[1] — с 17 сентября 1944 года по 26 сентября 1944 года.

6-я гвардейская авиационная Сталинградская дивизия дальнего действия 26 декабря 1944 года преобразована в 16-ю гвардейскую бомбардировочную авиационную Сталинградскую дивизию Директивой Генерального Штаба № орг.10/315706 от 26 декабря 1944 года, а 1-й гвардейский авиационный корпус дальнего действия, куда входила дивизия — в 1-й гвардейский бомбардировочный авиационный корпус.

### В действующей армии
В составе действующей армии дивизия находилась с 22 мая 1943 года по 26 декабря 1944 года.

### Командир дивизии
| Звание                           | Имя                       | Период                                  | Примечание |
| -------------------------------- | ------------------------- | --------------------------------------- | ---------- |
| Полковник, Генерал-майор авиации | Чемоданов Степан Иванович | 22 мая 1943 года — 26 декабря 1944 года |            |

### В составе объединений
| Дата          | Армия                     | Корпус                                               |
| ------------- | ------------------------- | ---------------------------------------------------- |
| 22.05.1943 г. | Авиация дальнего действия | 1-й гвардейский авиационный корпус дальнего действия |
| 26.12.1944 г. | 18-я воздушная армия      | 1-й гвардейский бомбардировочный авиационный корпус  |

## Части и отдельные подразделения дивизии
За весь период своего существования боевой состав дивизии не претерпевал изменения:
| Период                     | Наименование                                       | Вооружение                        |
| -------------------------- | -------------------------------------------------- | --------------------------------- |
| 22.05.1943 — 26.12.1944 г. | 6-й гвардейский бомбардировочный авиационный полк  | Ил-4, переименован в 6-й гв. бап  |
| 26.12.1944 — 26.12.1944 г. | 17-й гвардейский бомбардировочный авиационный полк | Ил-4, переименован в 17-й гв. бап |
| 01.04.1944 — 26.12.1944 г. | 326-й бомбардировочный авиационный полк            | Ер-2, переименован в 326-й бап    |

## Почётные наименования
- 6-й гвардейской авиационной дивизии дальнего действия 27 мая 1944 года за отличия в боях в Сталинградской битве присвоено почётное наименование «Сталинградская»[5].
- 6-му гвардейскому авиационному полку дальнего действия 27 мая 1944 года за отличия в боях присвоено почетное наименование «Брянский»[5].
- 17-му гвардейскому авиационному полку дальнего действия 25 сентября 1943 года на основании приказа Верховного Главнокомандующего за отличия в боях при форсировании реки Днепр и овладении штурмом городов Смоленск — важнейшего стратегического узла обороны немцев на западном направлении, и Рославль — оперативно важным узлом коммуникаций и мощным опорным пунктом обороны немцев на могилевском направлении присвоено почетное наименование «Рославльский»[6].

## Благодарности Верховного Главнокомандующего
Воинам дивизии в составе корпуса объявлены благодарности Верховного Главнокомандующего:
- За прорыв обороны немцев на бобруйском направлении, юго-западнее города Жлобин и севернее города Рогачев[7].
- За отличие в боях при овладении столицей Советской Латвии городом Рига — важной военно-морской базой и мощным узлом обороны немцев в Прибалтике[8].

## Отличившиеся воины дивизии
- Алехнович Антон Адамович, гвардии майор заместитель командира эскадрильи 6-го гвардейского авиационного полка дальнего действия 6-й гвардейской бомбардировочной авиационной дивизии дальнего действия 1-го гвардейского авиационного корпуса дальнего действия Указом Президиума Верховного Совета СССР 19 августа 1944 года удостоен звания Герой Советского Союза. Золотая Звезда № 4355.
- Богомолов Алексей Максимович, гвардии майор, заместитель командира эскадрильи 6-го гвардейского авиационного полка дальнего действия 6-й гвардейской бомбардировочной авиационной дивизии дальнего действия 1-го гвардейского авиационного корпуса дальнего действия Указом Президиума Верховного Совета СССР 18 сентября 1943 года удостоен звания Герой Советского Союза. Золотая Звезда № 1729.
- Глазов Иван Матвеевич, гвардии лейтенант, заместитель командира эскадрильи 17-го гвардейского авиационного полка дальнего действия 6-й гвардейской бомбардировочной авиационной дивизии дальнего действия 1-го гвардейского авиационного корпуса дальнего действия Указом Президиума Верховного Совета СССР 19 августа 1944 года удостоен звания Герой Советского Союза. Золотая Звезда № 4359.
- Евдокимов Виктор Васильевич, гвардии майор, командир эскадрильи 6-го гвардейского авиационного полка дальнего действия 6-й гвардейской бомбардировочной авиационной дивизии дальнего действия 1-го гвардейского авиационного корпуса дальнего действия Указом Президиума Верховного Совета СССР 19 августа 1944 года удостоен звания Герой Советского Союза. Золотая Звезда № 4361.
- Клята Платон Федосеевич, гвардии майор, командир эскадрильи 6-го гвардейского авиационного полка дальнего действия 6-й гвардейской бомбардировочной авиационной дивизии дальнего действия 1-го гвардейского авиационного корпуса дальнего действия Указом Президиума Верховного Совета СССР 19 августа 1944 года удостоен звания Герой Советского Союза. Золотая Звезда № 4365.
- Павлов Владимир Григорьевич, гвардии старший лейтенант, штурман звена 6-го гвардейского авиационного полка дальнего действия 6-й гвардейской бомбардировочной авиационной дивизии дальнего действия 1-го гвардейского авиационного корпуса дальнего действия Указом Президиума Верховного Совета СССР 19 августа 1944 года удостоен звания Герой Советского Союза. Золотая Звезда № 4371.

## Базирование
| Период            | Аэродром |
| ----------------- | -------- |
| 03.1943 — 12.1944 | Макарово |

## Журналы боевых действий дивизии
- С 27.05.1943 по 27.12.1943 г.
- С 20.02.1944 по 20.02.1944 г.
- С 27.02.1944 по 27.02.1944 г.
- С 01.03.1944 по 01.03.1944 г.
- С 06.03.1944 по 06.03.1944 г.